# Nikomedes III Euergetes
Nikomedes III Euergetes (gr. Νικομήδης , Nikomḗdēs) (ur. ok. 185, zm. 94 p.n.e.) – król Bitynii od 127 p.n.e. do swej śmierci. Syn Nikomedesa II Epifanesa, króla Bitynii.
Przed r. 110 p.n.e. Nikomedes III zawarł początkowo sojusz z Mitrydatesem VI Eupatorem Dionizosem, królem Pontu. Ten ostatni zdobywając Paflagonię, podzielił się z sojusznikiem. Senat rzymski na wiadomość o tym wysłał posłów, by oddali zdobytą krainę. Mitrydates odpowiedział wyniośle, że ona należy do jego dziedzictwa. Nikomedes zaś skłamał, że ją zwróci prawowitemu królowi, bowiem zmienił imię swego syna na Pylajmenes, rzekomego potomka królów Paflagonii (Justynus, Epitoma, ks. XXXVII, rozdz. 4).
Nikomedes po zatrzymaniu Paflagonii, postanowił zająć sąsiednią Kapadocję. Poślubił Laodikę, która rządziła krajem po śmierci męża Ariaratesa VI Epifanesa Filopatora. Ale jego rządy nie trwały długo. Został bowiem wkrótce usunięty przez Mitrydatesa VI, który umieścił na tronie Ariaratesa VII Filometora, syna Ariaratesa VI i królowej Laodiki (XXXVIII 1).
Kiedy dwaj synowie jego żony – Ariarates VII Filometor i Ariarates VIII Epifanes – zmarli, Nikomedes obawiając się najazdu króla Pontu na Bitynię, postanowił ponownie oszukać Rzymian. Wysłał do Rzymu chłopca, jako rzekomego trzeciego syna Ariaratesa VI. Dodał mu swoją żonę Laodikę, a wdowę po Ariaratesie oraz rzekomą matkę chłopca. W senacie rzymskim mieli się ubiegać o tron Kapadocji. Mitrydates dowiadując się o ich poselstwie, wysłał Gordiosa do Rzymu. Ten kłamał mówiąc, że chłopiec (Ariarates IX) rządzący Kapadocją jest prawdziwym synem Ariaratesa. Rzymianie tym razem nie dali się na to nabrać. Postanowili odebrać Kapadocję Mitydatesowi oraz Paflagonię Nikomedesowi III. Obdarzyli te krainy wolnością, ale mieszkańcy Kapadocji odrzucili te propozycje (XXXVIII 2).
Nikomedes posiadał trzech synów z pierwszego małżeństwa, z żoną Nysą I:
- Nikomedes IV Filopator (zm. 74 p.n.e.), przyszły król Bitynii
- Pylajmenes II Euergetes, król Paflagonii
- Sokrates Chrestos (zm. 89 p.n.e.), przyszły król Bitynii